# Marcha del Orgullo LGBT de Asunción
La Marcha del Orgullo LGTB de Asunción también llamada Marcha por los Derechos TLGBI+ es una manifestación que se celebra de manera anual en la capital de Paraguay. Esta marcha busca igualdad de derechos y visibilizar la lucha de las personas trans, lesbianas, gays, bisexuales, e intersexuales, personas no binarias y todas las personas disidentes de las normas de la sexualidad y del género.
Se realiza todos los años el 30 de septiembre en conmemoración de la primera reivindicación conocida en Paraguay: la publicación de La carta de un amoral, una carta de protesta publicada el 30 de septiembre de 1959 en respuesta a una gran persecución, denominada como caso 108, desatada por la dictadura de Alfredo Stroessner hacia las personas que denominaron “amorales” a raíz del asesinato al locutor de radio Bernardo Aranda.

## Historia
Se realizó por primera vez en el año 2004 organizada por el Grupo de Acción Gay, Lésbico y Transgénero (GAGLT) en el marco de la semana por los Derechos de Gays, Lesbianas y Transgéneros con el eslogan “Por una sociedad paraguaya sin discriminaciones”. Como clausura de la semana conmemorativa se realizó el 3 de julio del 2004 la “Marcha contra la discriminación” en el microcentro capitalino. El documental de Renate Costa 108, cuchillo de palo capta imágenes de esta primera marcha de 2004.
En los primeros años se realizó el 28 de junio, en conmemoración del día internacional del orgullo. A partir de 2010 se realiza cada 30 de septiembre. Esta decisión fue consensuada entre varias organizaciones que conforman la coalición TLGBI con el propósito de rescatar la memoria colectiva del Paraguay y la historia de lo que se conoce como la primera reivindicación por los derechos LGBT con la publicación el 30 de septiembre de 1959 de La carta de un amoral.

## Antecedentes
El 10 de diciembre de 1998 en el marco de la conmemoración del día de los derechos humanos en Asunción, unas 20 personas, integrantes de la organización de travestis “Lazos” y activistas lesbianas, participaron de la marcha con carteles que decían “No somos extraterrestres somos personas”, “Tenemos derechos humanos” desde la catedral metropolitana hasta la Plaza de los Desaparecidos. 

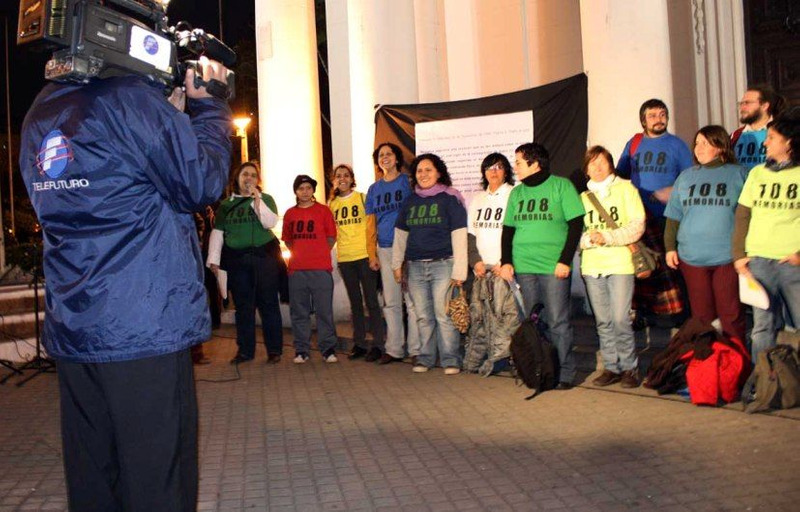
Lanzamiento del mes de las 108 memorias en el 2009 - Asunción, Paraguay.

El Grupo de Acción Gay, Lésbico, Transgénero (GAGLT) es otra organización pionera en el tema, su defensa pública de los derechos de personas LGBT inicia a movilizarse desde el año 1999.
El inicio de estas movilizaciones impulsó actividades que promovieron la visibilidad de los derechos humanos y el debate contra la discriminación por orientación sexual en Paraguay.
En diciembre del año 2000 se realizaron las jornadas por los derechos de “lesbianas y gays” junto con la Fundación Triángulo de España.
En 2003 se fundó Aireana, grupo lesbofeminista que trabaja por los derechos de las lesbianas y promueve la disidencia sexual para que todas las personas puedan vivir en libertad y sin violencia. Ese mismo año, el GAGLT (Grupo de Acción Gay Lésbico Transgénero) realizó un evento público en la Plaza Italia. Es el antecedente más reciente a las marchas.
En el 2004 se crea un Grupo de Trabajo de organizaciones de Derechos Humanos integrado por la Red GLBT, Amnistía Internacional Paraguay, la Coordinadora de Derechos Humanos del Paraguay (CODEHUPY), Aireana y la Comunidad Homosexual del Paraguay (CHOPA), que contó con el apoyo de Human Right Watch y la Comisión Internacional de Derechos Humanos de Gays y Lesbianas (IGLHRC) con el objetivo de promover la aprobación de la “Resolución sobre orientación sexual y derechos humanos” en la Comisión de Derechos Humanos de Naciones Unidas.

## Temas abordados en las ediciones

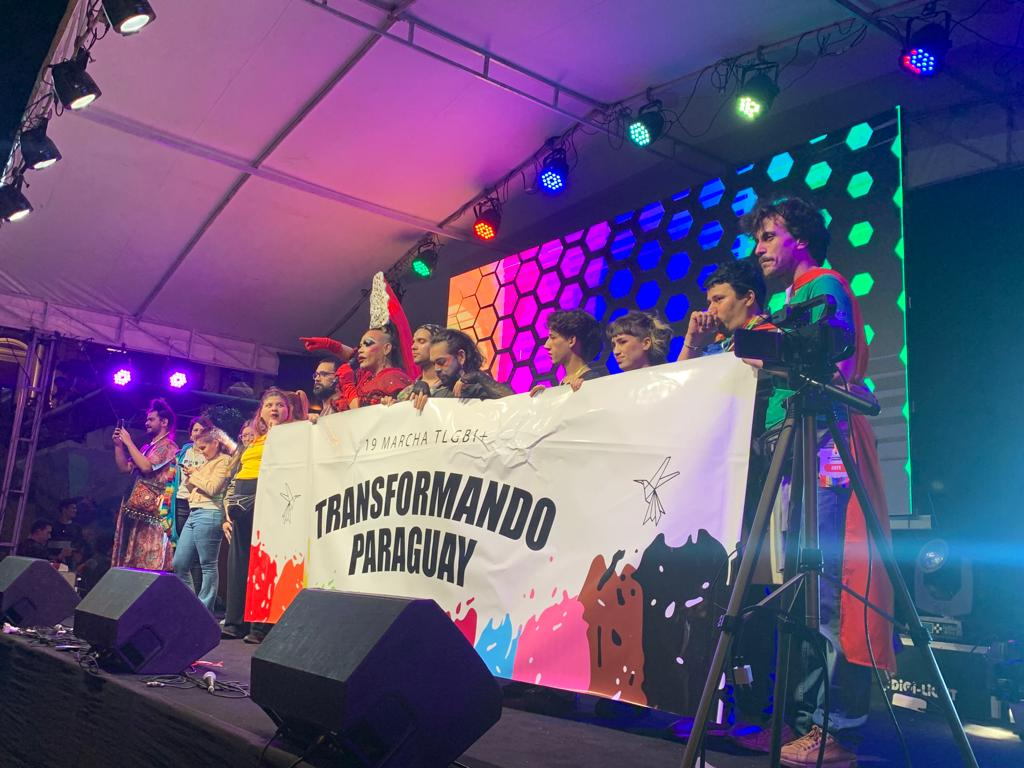
Lema de Marcha 2022, Transformando Paraguay - Asunción, Paraguay.

- 2004 - Marcha contra la discriminación “Por una sociedad paraguaya sin discriminaciones”
- 2005 - Una ciudadanía diversa merece un país seguro
- 2006 - La diversidad es un hecho, amar libremente, un derecho
- 2007 - Vivir con orgullo, vivir con derechos
- 2008 - Oîma la cambio (Ya está el cambio). Ahora nuestros derechos
- 2009 - Elegí ser libre, exigí tus derechos
- 2010 - Con taco alto, champión o py nandi, exijo mi libertad para ser feliz. Por los derechos humanos de lesbianas, gais, bisexuales, personas trans e intersex por la diversidad y la no discriminación
- 2011 - Para construir igualdad, festejemos la diversidad. Por las familias diversas y la no discriminación
- 2012 - Orgullo y resistencia
- 2013 - De fiesta, con memoria y en protesta
- 2014 - Las familias diversas existen, exigimos derechos
- 2015 - Discriminación nunca más. ¡Ley ya! Paraguay es diversidad
- 2016 - 13 años marchando por la identidad de género y todos nuestros derechos
- 2017 - Frente al terrorismo de Estado, dignidad y resistencia
- 2018 - Memoria, orgullo y resistencia
- 2019 - Ñamopu’â sâso oñondivepa (Construyamos libertad para todes)
- 2020 - Revolución y resistencia
- 2021 - Somos fuerza, resistencia y comunidad
- 2022 - Transformando Paraguay
- 2023 - Nuestra existencia es un hecho: ¡Exigimos derechos!
- 2024 - Ko’ápe roime (Aquí estamos), por todos los derechos. ¡Peju jabatalla! (Vengan a batallar)